# الاتحاد الدولي لجمعيات ومؤسسات المكتبات
الاتحاد الدولي لجمعيات ومؤسسات المكتبات اختصارا إفلا (IFLA)، هو منظمة غير حكومية مستقلة، ويعتبر أهم منظمة دولية تمثل مصالح المكتبات ومرافق المعلومات والمستفيدين، وهي صوت المكتبيين والموثقين. وتضم أعضاء من 150 دولة عبر العالم.

شعار الاتحاد الدولي لجمعيات ومؤسسات المكتبات

## تاريخه
تأسس الاتحاد بأدنبره باسكتلندا عام 1927، وقد بدأ كمجموعة صغيرة من جمعيات المكتبات الوطنية والجامعية. وكان إحدى أوائل المنظمات غير الحكومية التي لا تستهدف الربح، وكان هدفه أن يرقى بالمكتبات ويوفر لها منتدى للاتصال فيما بينها وتبادل الأفكار والتجارب وخاصة في ميدان الببليوغرافيا. ثم تطور الاتحاد تحت تأثير الثورة التقنية بما أدى إلى التفاهم والتعاون الدولي، حيث أن الانفجار المعرفي وكثرة المعلومات قد أديا إلى تعزيز التعاون بين المكتبات على مستوى دولي. وقد واجهت الإفلا خلال كل مراحل تطورها مشاكل سوسيو-سياسية ومعارضات إيديولوجية. لقد كانت الإفلا في بدايتها أوربية وأطلسية حيث أنها كانت تهتم بالعلاقات بين المكتبات الغربية، ثم توسع نشاطها في الثلاثينات مع اتساع قاعدتها إلى جمعيات المكتبات في الصين والهند واليابان والفلبين ومصر وفلسطين. ثم اتسعت أكثر بعد الحرب العالمية الثانية. وفي عام 1971 قبل في هولندا حيث توفر المكتبة الوطنية هناك مقرات لسكرتارية الإفلا

## اللغات
تستعمل الإفلا سبع لغات عمل هي: الأنجليزية، الفرنسية، الألمانية، الروسية، الإسبانية، العربية، الصينية. وتعتبر اللغة العربية إلى جانب الصينية من آخر اللغات التي اعتمدت من قبل الإفلا.

## أهدافه
يهدف الاتحاد الدولي لجمعيات ومؤسسات المكتبات إلى تطوير التفاهم الدولي والتعاون والنقاش والبحث والتنمية في مختلف الميادين المتعلقة بعلم المكتبات مثل الببليوغرافيا ومرافق المعلومات وتكوين العاملين بما يمكن هذا الاختصاص من أن يصبح ممثلا لدى مختلف الهيئات الدولية. وحسب قانونه الأساسي على الاتحاد أن يقوم بكل الأعمال التي تبدو ملائمة وضرورية لإطلاق وتمويل وتنسيق الأبحاث والدراسات، وتجميع وتصنيف ونشر وتوزيع المعلومات حول المكتبات والببليوغرافيا والإعلام والتكوين بمختلف الوسائل، وتنظيم الاجتماعات المختصة والعامة، والتعاون مع المنظمات الدولية الأخرى في ميدان المعلومات والتوثيق والأرشيف، وإنشاء مكاتب للقيام ببعض المهام وبكل نشاط يستجيب لأهدافه النظرية والعملية في مختلف ميادين علم المكتبات.
ويهدف الاتحاد إلى:
- تطوير المعايير الرفيعة لاقتناء وتجهيز المكتبات ومرافق المعلومات.
- تشجيع التفاهم العام لقيمة المكتبات ومرافق المعلومات الجيدة.
- تمثيل مصالح الأعضاء في العالم.

## القيم الأساسية
تعتمد الإفلا على القيم الأساسية التالية:
- الاعتراف بمبدأ حرية الوصول إلى المعلومات والأفكار والأعمال الإبداعية وحرية التعبير المنصوص عليها في المادة 19 من الإعلان العالمي لحقوق الإنسان.
- الاعتقاد بأن الأشخاص والمجموعات والمنظمات في حاجة إلى الوصول العادل إلى المعلومات والأفكار والأعمال الإبداعية وذلك من أجل رفاههم الاجتماعي والتربوي والثقافي والديمقراطي والاقتصادي.
- الإيمان بأن تجهيز المكتبات ومرافق المعلومات يساعد على ضمان هذا الوصول.
- وجوب تمكين كل أعضاء الاتحاد من الانخراط والاستفادة من هذه الأنشطة بغض النظر عن المواطنة أو العائق أو الأصل أو العرق أو الجنس أو الوضع الجغرافي أو اللغة أو الفلسفة السياسية أو العرق أو الدين.

## العضوية
هناك صنفان من الأعضاء الناخبين في الاتحاد الدولي لجمعيات ومؤسسات المكتبات: الجمعيات والمؤسسات: وامقصود بالجمعيات هي جمعيات المكتبات ومرافق المعلومات والمكتبيين ومدارس المكتبات، بالإضافة إلى جمعيات المعاهد الببليوغرافية والبحثية المهتمة بميدان علوم المكتبات والمعلومات وبتحقيق أهداف الاتحاد.
وترتكز هيكلة الإفلا على المبادئ الديمقراطية. وتوجد على رأس تلك الهيكلة الجمعية العامة، وهي هيكل إداري عالي يتكون من ممثلين لمختلف الأعضاء من الجمعيات الوطنية، والجمعيات الدولية، والمؤسسات وهؤلاء الأعضاء يحق لهم التصويت في كل الاجتماعات وحول كل الموضوعات، ولهم الحق في اقتراح وانتخاب الرئيس وأعضاء اللجنة التنفيذية. أما المهنيون من الأفراد العاملين في المكتبات ومرافق المعلومات فيحق لهم التسجيل في الإفلا ولكن كأعضاء مشاركين، ليس لهم الحق في التصويت ولكنهم يساهمون في عمل الإفلا من خلال مشاركتهم في الجان والبرنامج المهني.

## مؤتمر الإفلا
ينعقد مؤتمر الإفلا مرة في السنة خلال شهر أوت أو في بداية سبتمبر بحضور حوالي ثلاثة آلاف نائب يلتقون لتبادل التجارب والنقاش حول مشاكل المهنة والاطلاع على آخر إنتاجات صناعة المعلومات، وتنظيم عمل الإفلا. وبالإضافة إلى ذلك المؤتمر العام تقوم المجموعات المهنية للإفلا بعقد العديد من اللقاءات المهنية والملتقيات والورش في مختلف أنحاء العالم

## الهيكل التنظيمي
- الجمعية العامة: هي أعلى هيكل إداري للاتحاد، وتضم ممثلي الأعضاء الذين يحق لهم التصويت. وتنعقد في العادة مرة سنويا خلال المؤتمر. وتنتخب الرئيس وأعضاء مجلس الإدارة. كما تدرس القرارات العامة والمهنية وتصادق عليها.
- مجلس الإدارة: هو المسؤول عن تسيير الاتحاد وإدارته حسب التوجيهات المصادق عليها من الجمعية العامة. ويتألف مجلس الإدارة من رئيس، ورئيس منتخب و10 أعضاء منتخبين مباشرة لمدة سنتين، و9 أعضاء منتخبين بصفة غير مباشرة من قبل لجنة المهنيين (من قبل مجموعات المهنيين والفروع والأقسام)، و3 أعضاء يمكن ضمهم. ويجتمع مجلس الإدارة على الأقل مرتين في السنة، إحداهما خلال المؤتمر السنوي للاتحاد.
- اللجنة التنفيذية: وهي مسؤولة على تنفيذ ما يعهده إليها مجلس الإدارة وتشرف على إدارة الإفلا خلال الفترات الفاصلة بين اجتماعات مجلس الإدارة. وتتكون من رئيس ورئيس منتخب وأمين مال ورئيس اللجنة المهنية وعضوين من مجلس الإدارة، وهم منتخبون كل سنتين من قبل مجلس الإدارة من بين أعضائه المنتخبين بالإضافة إلى الأمين العام للإفلا.
- اللجنة المهنية: تقوم بتنسيق العمل بين مختلف مجموعات الإفلا المسؤولة على الأنشطة المهنية وعلى السياسة والبرامج. وتتألف هذه اللجنة من رئيس منتخب، وممثل للأقسام الثمانية و3 أعضاء من مجلس الإدارة.
- الأمين العام
- الأعضاء الشرفيون
- المكاتب الإقليمية: بكل من أفريقيا وآسيا وأوروبا وأمريكا اللاتينية.
- إدارة شبكة الإفلا: التي أطلقت عام 1993.

## علاقاته
بما للاتحاد الدولي لجمعيات ومؤسسات المكتبات من سلطة وباعتباره لسان حال المكتبات في العالم، فقد ربط علاقات عمل مع هياكل أخرى ذات أهداف مشتركة، بما يساهم في تبادل المعلومات والآراء حول قضايا ذات اهتمام مشترك. وفي هذا الإطار فإن الاتحاد :
- مستشار من صنف أ لدى اليونسكو،
- مراقب لدى الأمم المتحدة والمنظمة الدولية للملكية الفكرية والمنظمة الدولية للمواصفات والمنظمة العالمية للتجارة.
- مشارك لدى المجلس العلمي للاتحادات العلمية.
- عضو في المجلس الدولي للأرشيف والمجلس الدولي للمتاحف والمجلس الدولي للمعام والمواقع واللجنة الدولية للدرع الأزرق الذي يهدف إلى تجميع وتوزيع المعلومات والتعاون في العمل في حالة تعرض الملكية الثقافية للخطر.

من جهة أخرى منح الاتحاد وضعية المستشار لعديد المنظمات غير الحكومية العاملة في ميادين مشتركة من بينها الجمعية الدولية للناشرين.

## وصلة خارجية
موقع الاتحاد على الانترنت